# Distrito de Rocchacc
El distrito de Rócchacc (en quechua: Ruqchaq) es uno de los doce que conforman la provincia de Chincheros, ubicada en el departamento del Apurimac en el Sur del  Perú.

## Etimología
Probablemente el topónimo quechua Ruqchaq provenga del verbo ruqyay, 'tronar' o 'hacer ruido', junto con el sufijo agentivo, -q, dando ruqyaq, que significa "el que hace ruido" o "el que hace tronar".

## Historia
Fue creado el 20 de diciembre de 2015 durante el gobierno del presidente Ollanta Humala Tasso.
Durante los primeros años, la Municipalidad Distrital de Ongoy era la encargada de la administración de recursos y servicios públicos del distrito de Rocchacc, en tanto se elijan e instalen nuevas autoridades.
El 10 de diciembre de 2017 se realizaron las primeras elecciones municipales distritales, siendo elegido Juan Sánchez Tito.

## Autoridades

### Municipales
- 2019 - 2022[4]
  - Alcalde: Wilfredo Lizana Villanueva, de Alianza para el Progreso.
  - Regidores:

  1. Alejandro Huayana Ccorahua (Alianza para el Progreso)
  2. Antonio Huanaco Vega (Alianza para el Progreso)
  3. Avelino Villano Leyva (Alianza para el Progreso)
  4. Yudy Oscco Valencia (Alianza para el Progreso)
  5. Fany Oscco Delgado (Movimiento Popular Kallpa)

Alcaldes anteriores
- 2018:[5] Juan Sánchez Tito, de Alianza para el Progreso.